# Sankt Lars kyrka, Åsa
Sankt Lars kyrka är en kyrkobyggnad i Åsa i Kungsbacka kommun. Den tillhör Ölmevalla församling i Göteborgs stift.

## Historia
Åsa samhälle växte efter att Västkustbanan där fått en station. Åsa som badort är också en av de ursprungliga orsakerna till att järnvägsstationen byggdes. Sommargäster i det växande samhället bildade 1954 Åsa kapellstiftelse och samlade in medel för att uppföra en kyrkobyggnad. En sådan tillkom redan 1955 på en skänkt tomt mitt i samhället.   

## Kyrkobyggnaden
I en småkyrkotävling 1954 vann arkitekt Johannes Olivegren segern och Sankt Lars kyrka blev den första av totalt arton kyrkor som Olivegren skulle komma att bygga. Flera småkyrkor i Göteborg byggdes i början av 1950-talet av överblivna militärbaracker och så även Sankt Lars. Stommen består av en barack, som tidigare tjänstgjort som manskapsbod på Hisingen och är i övrigt en enkel träkonstruktion i gran.
Byggnaden, som uppfördes på 22 dagar, bestod då av två rektangulärt planerade kroppar som med en sidledsförskjutning sammanbyggts till en långsträckt anläggning. I den högra västra delen ligger kyrkorummet. Den östra innehöll ursprungligen en bostad, men är numera sakristia och arbetsrum. Kyrkorummets fasad har gråbrun träpanel och ett brant sadeltak. En något lägre utbyggnad mot söder i samma stil tillkom 1961 efter ritningar av Olivegren. År 1961 byggdes även en församlingssal söder om och pararellt med den äldre delen.
Kyrkorummet har ett stort färgglasfönster i gaveltriangeln och det helt dominerande materialet, från golv till tak och i alla inredningsdetaljer, är trä i olika nyanser. Fyra limträbågar bär upp det branta taket. Altaret är placerat mot korväggen med ett fast skrank framför. Förutom fönstermosaiken finns sex fönster som sitter parvis mellan limträbågarna på den norra väggen.

## Inventarier
- Färgglasfönstret i gaveltriangeln, med korset och treenigheten, utformat av Ralph Bergholtz.
- Klockan har tidigare hängt på Åsa gård.
- Orgeln är elektronisk och placerad längst bak på södra sidan.